# Chézy-sur-Marne
Chézy-sur-Marne é uma comuna francesa na região administrativa de Altos da França, no departamento de Aisne. Estende-se por uma área de 22,43 km². Em 2010 a comuna tinha 1 396 habitantes (densidade: 62,2 hab./km²).